# Arcidiecéze zaragozská
Arcidiecéze zaragozská je římskokatolická metropolitní arcidiecéze ve Španělsku, jejíž sídlo je v Zaragoze. Biskupství v Zaragoze bylo založeno již v 5. století, od roku 1318 je arcibiskupstvím.